# NGC 5637
NGC 5637 est une galaxie spirale située dans la constellation du Bouvier. Sa vitesse par rapport au fond diffus cosmologique est de 5 431 ± 14 km/s, ce qui correspond à une distance de Hubble de 80,1 ± 5,6 Mpc (∼261 millions d'al). NGC 5637 a été découverte par l'astronome germano-britannique William Herschel en 1785.
NGC 5637 est II présente une large raie HI.
À ce jour, quatre mesures non basées sur le décalage vers le rouge (redshift) donnent une distance de 64,675 ± 5,231 Mpc (∼211 millions d'al), ce qui nettement est à l'extérieur des valeurs de la distance de Hubble. Notons cependant que c'est avec la valeur moyenne des mesures indépendantes, lorsqu'elles existent, que la base de données NASA/IPAC calcule le diamètre d'une galaxie et qu'en conséquence le diamètre de NGC 5637 pourrait être d'environ 23,3 kpc (∼76 000 al) si on utilisait la distance de Hubble pour le calculer.